# Liknes
Liknes es una localidad de la provincia de Agder en la región de Vestlandet, Noruega. A 1 de enero de 2017 tenía una población estimada de 2478 habitantes.
El pueblo es la zona urbana más grande del municipio. Hay tiendas, una escuela y la iglesia de Kvinesdal. Justo al este del pueblo se encuentra el valle de Saron, donde se encuentra el centro misionero Troens Bevis Verdens Evangelisering. Desde 1900 hasta 1917, el municipio de Kvinesdal se llamó Liknes, en honor al pueblo.